# Незаметное (Приморский край)
Незаме́тное — село в Красноармейском районе Приморского края, входит в состав Вострецовского сельского поселения.

## География
Село Незаметное стоит в трёх километрах от правого берега реки Большая Уссурка, ниже села Вострецово.
От Рощино на северо-восток идёт дорога к селу Глубинное, в 4 км за мостом через Большую Уссурку находится перекрёсток, от него на северо-запад — к сёлам Незаметное и к Кедровке, а на юг — к Вострецово.
Расстояние до административного центра сельского поселения Вострецово около 6 км, расстояние до районного центра Новопокровка около 37 км.

## Население
| 2002 | 2010 |
| ---- | ---- |
| 79   | ↘39  |

## Улицы
| - ул. Больничная, - ул. Главная, - ул. Заразрезная, - ул. Золотая, - ул. Пожарная. |

## Экономика
Жители занимаются сельским хозяйством.

## Известные уроженцы
- Матвиенко, Геннадий Григорьевич (1947—2022) — советский и российский физик.